# Triomphant (1675)
Pour les autres navires du même nom, voir Le Triomphant.
Le Triomphant est un vaisseau de ligne de la marine royale française du XVIIe siècle. 
La coque a été lancée en 1675 à Brest sous le nom de Constant, puis le navire a été renommé Triomphant en 1678. Il a pris part à la bataille du cap Béveziers le 10 juillet 1690, et à la bataille de la Hougue le 29 mai 1692. Le Triomphant a pris feu et a été détruit le 1er juin 1692 en combattant le vaisseau anglais HMS Woolf.